# Couesnon

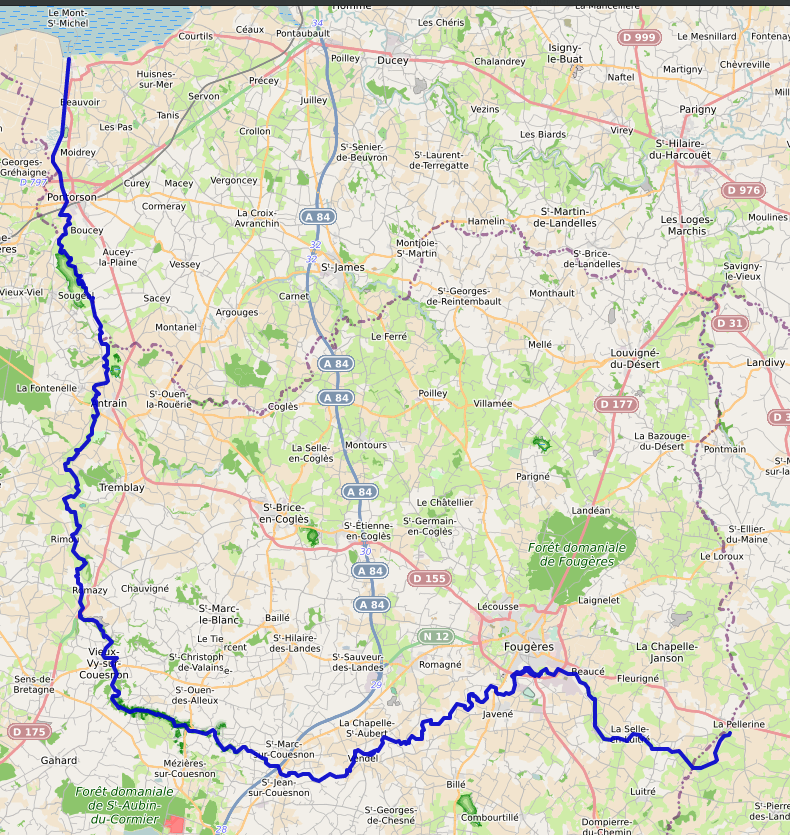
Lauf des Couesnon

Der Couesnon [kwenɔ̃], bretonisch Kouenon, ist ein französischer Küstenfluss, der in den Regionen Pays de la Loire, Bretagne und Normandie verläuft.

## Geographie
Er entspringt im Gemeindegebiet von Saint-Pierre-des-Landes, entwässert zunächst generell in westlicher Richtung, dreht dann aber auf Nord und mündet nach rund 97 Kilometern bei Mont-Saint-Michel in den Ärmelkanal. Sein Unterlauf bildet die Grenze zwischen den Regionen Normandie und Bretagne. Auf seinem Weg durchquert er die Départements Mayenne, Ille-et-Vilaine und Manche.

## Geschichte
In der Zeit um 1420 veränderte der Fluss im Mündungsgebiet seinen Lauf und verlief sodann zwischen Mont-Saint-Michel und Tombelaine.
Der Couesnon wurde im 19. Jahrhundert kanalisiert, um das Erodieren des Ufers einzudämmen. 1969 wurde ein Staudamm an der Mündung gebaut. Verschiedene Ausbauarbeiten und der Damm als Zugang zum Mont-Saint-Michel führten zu einer Versandung der Bucht des Mont-Saint-Michel. Um zu verhindern, dass der Mont-Saint-Michel dadurch seinen Inselcharakter verliert, wurde der Damm durch ein Viadukt ersetzt und der Staudamm verändert.
Der Menhir de la Roche au Diable südöstlich von Sougéal steht in der Nähe des Flusses.

## Orte am Fluss
- Fougères
- Saint-Jean-sur-Couesnon
- Vieux-Vy-sur-Couesnon
- Antrain
- Pontorson
- Mont-Saint-Michel